# Bulletin of the American Mathematical Society
El Boletín de la Sociedad Estadounidense de Matemáticas (nombre original en inglés: Bulletin of the American Mathematical Society) es una revista científica trimestral publicada por la American Mathematical Society (AMS) desde 1891. Publica estudios sobre investigaciones contemporáneas y reseñas de libros en el campo de las matemáticas.

## Alcance
La revista incluye artículos sobre temas de investigación contemporáneos, escritas a un nivel accesible para los no expertos. También publica, únicamente mediante invitación, reseñas de libros y artículos breves sobre "Perspectivas matemáticas". Los artículos de números antiguos, una vez digitalizados, se han publicado en línea en el sitio web de la revista. Los números más recientes están disponibles en internet incluso antes de su aparición en la revista impresa. El uso de artículos del Bulletin of the American Mathematical Society con fines educativos o de investigación es gratuito.

## Historia
El primer número apareció en 1891. Comenzó como el "Boletín de la Sociedad Matemática de Nueva York" y sufrió un cambio de nombre cuando la sociedad se hizo nacional. La función del Boletín ha cambiado con el paso de los años. Su función original era servir como revista de investigación para sus miembros.

## Indexación
El boletín está indexado en Mathematical Reviews, Science Citation Index Expanded, ISI Alerting Services, CompuMath Citation Index y Current Contents/Ciencias Físicas, Químicas y de la Tierra.